# Katerina Graham

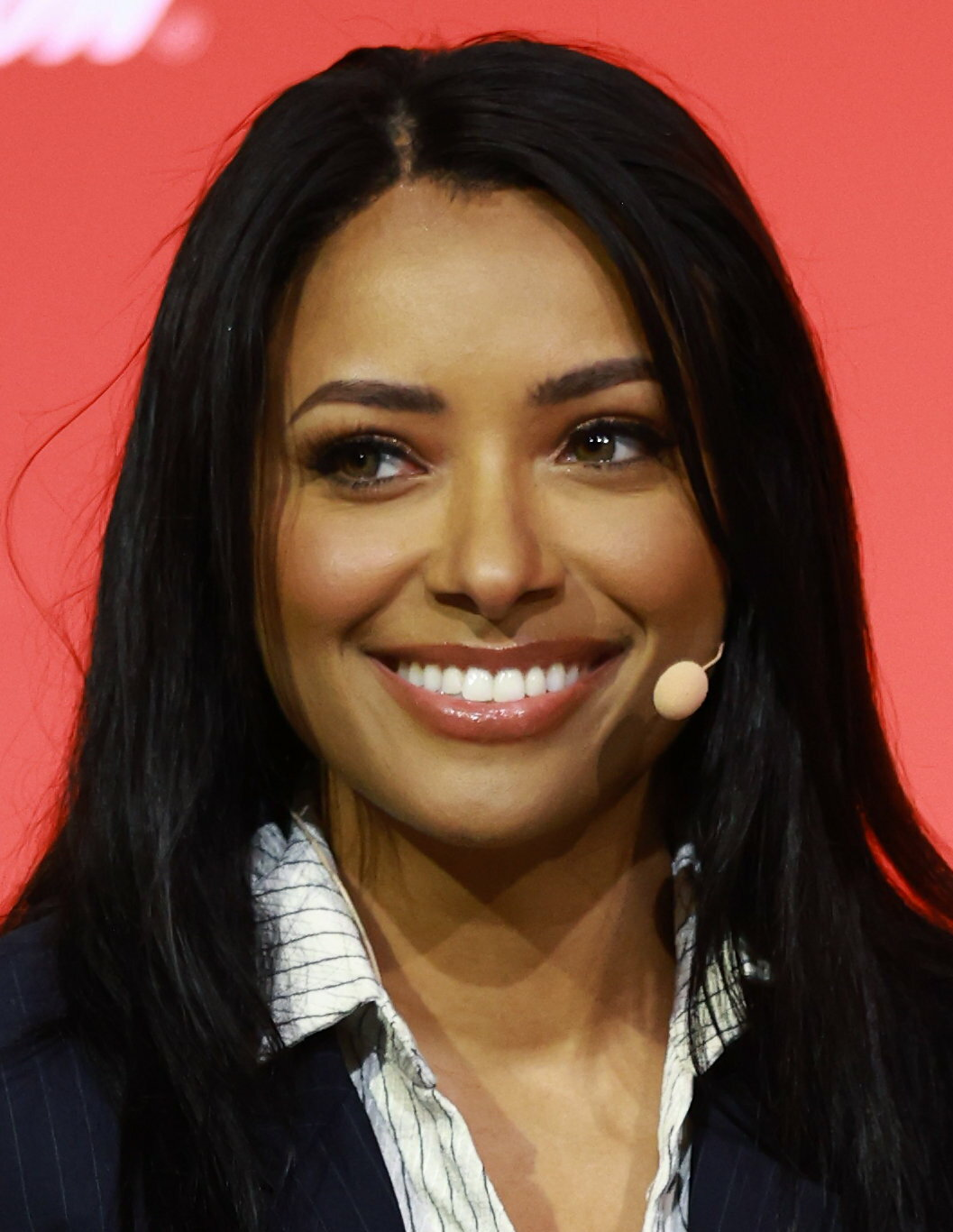
Katerina Graham (2023)

Katerina Alexandre „Kat“ Hartford Graham (* 5. September 1989 in Genf, Schweiz) ist eine US-amerikanisch-schweizerische Schauspielerin und Sängerin.

## Leben
Graham wurde in Genf geboren und ist in Los Angeles, Kalifornien, aufgewachsen. Ihr Vater Joseph ist liberianischer Abstammung, ihre Mutter Natascha hat russische und polnische Wurzeln und ist jüdischen Glaubens. Ihr Vater arbeitete lange Zeit als Journalist für die Vereinten Nationen (UN) und ist außerdem Pate von zwei Quincy-Jones-Kindern. Ihr Großvater hat 40 Jahre als UN-Botschafter in den Niederlanden, in Schweden, Rumänien und Kenia gedient.
Graham ging auf die Hebrew School und spricht Englisch, Spanisch und Französisch sowie ein wenig Portugiesisch und Hebräisch.

## Karriere

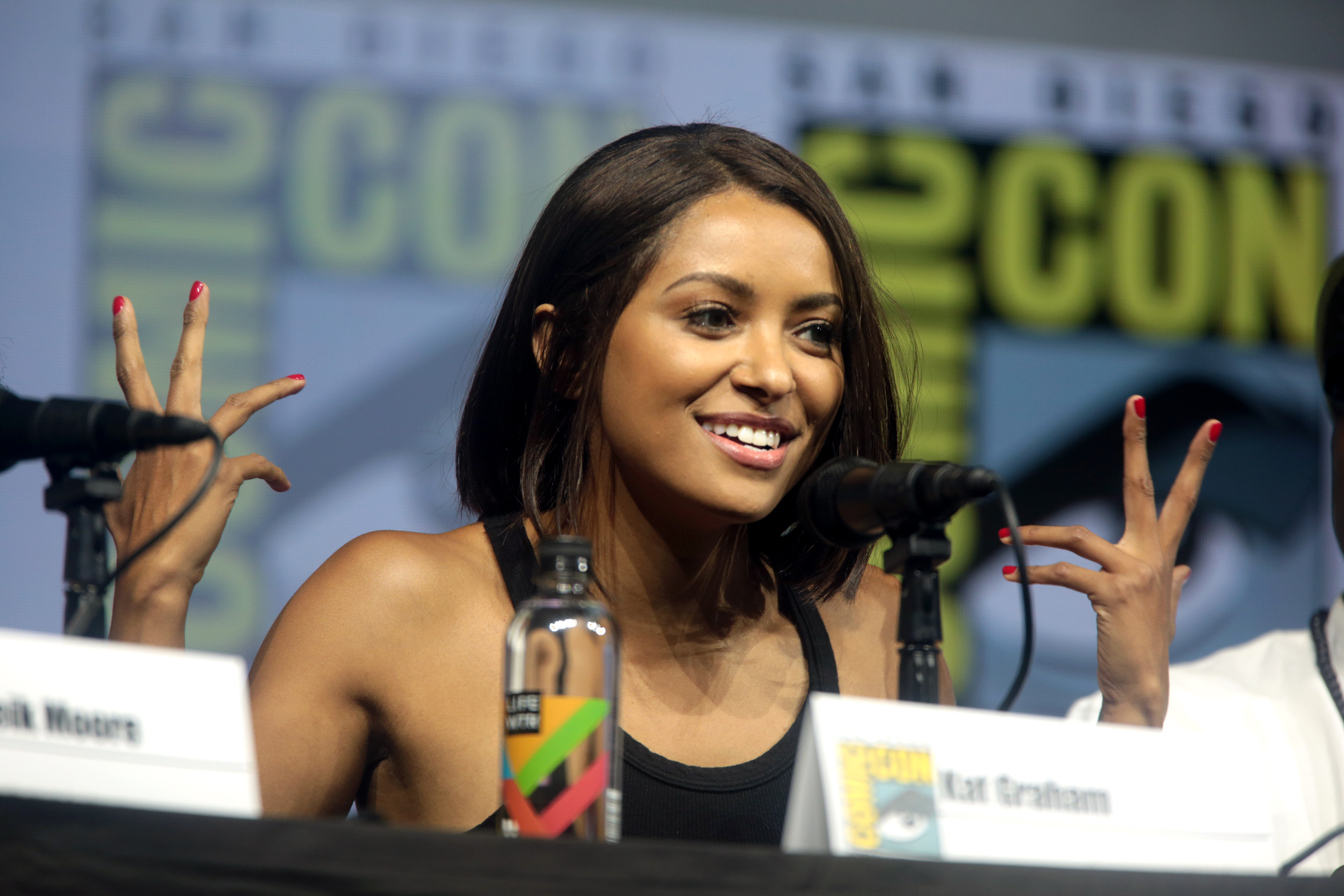
Graham auf der San Diego Comic-Con (2018)

Vor ihrem Durchbruch im Jahr 2009 als Hexe Bonnie Bennett in der Fernsehserie Vampire Diaries spielte sie mehrere Nebenrollen, darunter auch in dem Erfolgsfilm 17 Again – Back to High School mit Zac Efron in der Hauptrolle. In dem Film Honey 2 – Lass keinen Move aus war Graham erstmals selbst in der Hauptrolle als Tänzerin Maria Ramirez zu sehen. In dem 2018 erschienenen Spielfilm The Holiday Calendar spielte sie die Hauptrolle der Abby Sutton.
Neben ihrer Arbeit als Schauspielerin ist sie auch als Musikerin tätig. So hat sie zum Beispiel Songs für Will.i.am und Nelly geschrieben, bei Letzterem war sie in dem Musikvideo zu Just a Dream zu sehen. Im Jahr 2009 nahm sie den Song Sassy auf, 2010 folgte das dazugehörige Video.
Am 2. Juni 2017 erschien ihr Album Love Music Funk Magic, das sie sowohl mitgeschrieben als auch mitproduziert hat. Im März 2017 erschien die erste Single-Auskopplung Sometimes, die sie mit Kenny „Babyface“ Edmonds geschrieben hat.
Im Oktober 2022 nahm Graham als „Robo Girl“ an der achten Staffel der US-amerikanischen Version von The Masked Singer teil, in der sie den zwölften Platz belegte.

## Filmografie (Auswahl)

### Spielfilme
- 1998: Ein Zwilling kommt selten allein (The Parent Trap)
- 2007: Hell on Earth
- 2008: Our First Christmas
- 2009: 17 Again – Back to High School (17 Again)
- 2011: The Roommate
- 2011: Honey 2 – Lass keinen Move aus (Honey 2)
- 2011: Dance Fu
- 2012: Boogie Town
- 2014: Addicted
- 2017: All Eyez on Me
- 2018: How It Ends
- 2018: The Holiday Calendar
- 2019: The Poison Rose
- 2020: Fashionably Yours (Fernsehfilm)
- 2020: Emperor
- 2020: Cut Throat City – Stadt ohne Gesetz (Cut Throat City)
- 2020: Alles Gute kommt von oben (Operation Christmas Drop)
- 2022: Heatwave
- 2022: Der Aufstieg Der Teenage Mutant Ninja Turtles – Der Film (Rise of the Teenage Mutant Ninja Turtles: The Movie, Stimme)
- 2022: Collide
- 2022: Love in the Villa
- 2024: Tyler Perry's Doppelspiel (Duplicity)

### Fernsehserien
- 2002: Lizzie McGuire (Folge 2x13)
- 2003: Strong Medicine: Zwei Ärztinnen wie Feuer und Eis (Strong Medicine, Folge 3x21)
- 2003: Malcolm mittendrin (Malcolm in the Middle, Folge 5x02)
- 2004: Die himmlische Joan (Joan of Arcadia, Folge 1x17)
- 2004: Like Family (Folge 1x18)
- 2004: Keine Gnade für Dad (Grounded for Life, Folge 5x06)
- 2006: CSI: Den Tätern auf der Spur (CSI: Crime Scene Investigation, Folge 6x20)
- 2006: O.C., California (The O.C., Folge 3x18)
- 2007: Greek (Folge 1x03)
- 2008: Hannah Montana (drei Folgen)
- 2009–2017: Vampire Diaries (The Vampire Diaries, 138 Folgen)
- 2015: Stalker (Folge 1x20)
- 2018–2020: Der Aufstieg der Teenage Mutant Ninja Turtles (Rise of the Teenage Mutant Ninja Turtles, 31 Folgen, Stimme)
- 2019: Robot Chicken (Folge 10x05, Stimme)
- 2020–2021: Trolls: TrollsTopia (zehn Folgen, Stimme)

## Musikvideos
- 2005: Akon – Lonely
- 2010: Justin Bieber – Somebody to Love
- 2010: Nelly – Just a Dream
- 2011: Diddy-Dirty Money feat. Usher – Looking for Love
- 2014: Demi Lovato feat. Cher Lloyd – Really Don’t Care
- 2016: Flo Rida feat. Jason Derulo – Hello Friday

## Diskografie

### Alben
| Jahr | Titel                 | Anmerkung                                |
| ---- | --------------------- | ---------------------------------------- |
| 2015 | Roxbury Drive         | Erstveröffentlichung: 25. September 2015 |
| 2017 | Love Music Funk Magic | Erstveröffentlichung: 2. Juni 2017       |

### EPs
| Jahr | Titel            | Anmerkung                          |
| ---- | ---------------- | ---------------------------------- |
| 2012 | Against the Wall | Erstveröffentlichung: 29. Mai 2013 |

### Singles
| Jahr | Titel                                    | Anmerkung                           |
| ---- | ---------------------------------------- | ----------------------------------- |
| 2010 | I Want It All                            | Erstveröffentlichung: 2010          |
| 2010 | Sassy                                    | Erstveröffentlichung: 2010          |
| 2010 | Cold Hearted Snake                       | Erstveröffentlichung: 2010          |
| 2012 | Put Your Graffiti On Me Against the Wall | Erstveröffentlichung: 26. März 2012 |
| 2012 | Wanna Say Against the Wall               | Erstveröffentlichung: 2012          |
| 2013 | Power                                    | Erstveröffentlichung: 2013          |
| 2015 | 1991 Roxbury Drive                       | Erstveröffentlichung: 2015          |
| 2015 | Secrets (feat. Babyface) Roxbury Drive   | Erstveröffentlichung: 2015          |

## Auszeichnungen
- 2010: Nominierung für den Teen Choice Award in der Kategorie Female Scene Stealer für The Vampire Diaries
- 2011: Teen Choice Award in der Kategorie Female Scene Stealer für The Vampire Diaries
- 2012: Nominierung für den Teen Choice Award in der Kategorie Choice TV Actress – Fantasy/Sci-Fi für The Vampire Diaries